# Gens Burbuleia

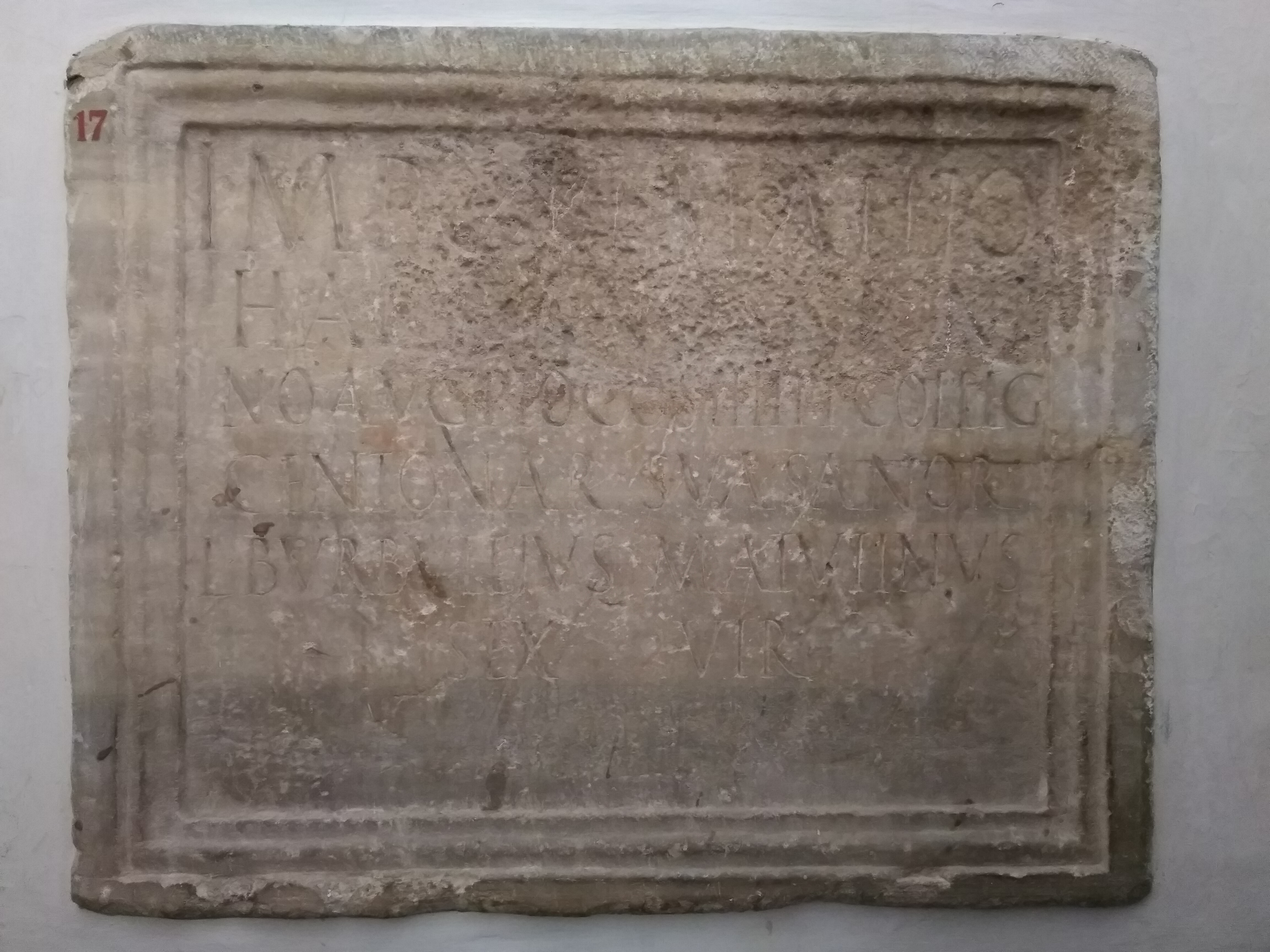
Inscripción de Lucio Burbuleyo Matutino.

La gens Burbuleia, escrita ocasionalmente como Burboleia, era una familia plebeya de la antigua Roma. Los miembros de esta gens se mencionan en la época de Cicerón, pero el único que logró alguna distinción en el Estado romano fue Lucio Burbuleyo Optato Ligariano, cónsul en el año 135 d. C.

## Origen
El nomen Burbuleius pertenece a una gran clase de gentilicia que termina en -eius, típicamente formado a partir de nombres oscos que originalmente terminaban en -as. Sin embargo, a medida que crecía el número nombres, -eius llegó a ser considerado como un sufijo regular de formación gentil, y se aplicó en los casos en que no tenía justificación morfológica, por lo que no se puede determinar si la raíz de Burbuleius es oscana, o quizás un cognomen latino, como Burbulus. Existía una familia con este nombre de Minturno, en el sur del Lacio, lo que sería consistente con un origen latino u osco. Minturno fue originalmente una ciudad de los Ausonios, que recibió una colonia romana en 296 a. C.

## Ramas y cognomina
La única familia distinta de los Burbuleii llevaba el apellido Optatus, deseado o bienvenido. El cónsul Optatus tenía el apellido adicional Ligarianus, que en tiempos republicanos normalmente habría indicado adopción de la gens Ligaria, pero en el siglo II tal nomenclatura generalmente indica descendencia de una familia a través de la línea femenina. Secunda, nacida de Burbuleya, la esposa de Cornelio Hilaro, era un apellido personal o individualizador, derivado del antiguo praenomen latino Secunda, originalmente dado a una segunda hija.

## Miembros
- Burbuleyo, actor cómico que prestó su nombre a ayo Escribonio Curión, cónsul del 76 a. C., quien a pesar de su excelente elocución fue ridiculizado por su falta de conocimiento, pensamiento lento y gesticulaciones torpes.[7][8]
- Burbuleya Segunda, enterrada en Roma con su hija, Cornelia Fortunata, de veintidós años, en una tumba construida por su marido, Marco Cornelio Hilaro.[9]
- Burboleyo, nombrado en una inscripción de Roma.[10]
- Lucio Burbuleyo Optato, enterrado en Minturno en Latium, de veintiséis años.[11]
- Lucio Burbuleyo Optato Ligariano, cónsul suffecto en el año 135 d. C., había sido prefecto del tesoro público, cuestor, edil plebeyo, pretor, uno de los Sodales Augustales, y en varias ocasiones fue gobernador de Siria, Capadocia y Sicilia.[12][13]
- Lucio Burbuleyo Matutino, uno de los Seviri Augustales en Suasa a mediados del siglo II.[14]